# Multiplu
În matematică, un multiplu este produsul⁠(d) dintre un număr dat, de obicei întreg, și un număr întreg. Cu alte cuvinte, pentru cantitățile a și b, se poate spune că b este un multiplu al lui a dacă b = na pentru un număr întreg n, care se numește multiplicator. Dacă a nu este zero iar b este un număr întreg, aceasta este echivalentă cu a spune că {\displaystyle b/a} este și el un număr întreg.
Când a și b sunt ambele numere întregi și b este un multiplu al lui a, atunci a este numit un divizor al lui b. Se mai spune că a divide pe b. Dacă a și b nu sunt numere întregi, pentru claritate matematicienii preferă să folosească expresia „multiplu întreg” în loc de „multiplu”. De fapt, „multiplu” este folosit și pentru alte tipuri de produse; de exemplu, un polinom p este un multiplu al altui polinom q dacă există al treilea polinom r astfel încât p = qr.

## Exemple
14, 49, −21 și 0 sunt multipli ai lui 7, în timp ce 3 și −6 nu sunt. Acest lucru se datorează faptului că există numere întregi cu care 7 poate fi înmulțit pentru a ajunge la valorile 14, 49, 0 și −21, în timp ce nu există astfel de întregi pentru 3 și −6. Fiecare dintre produsele enumerate mai jos, și în special produsele pentru 3 și −6, este modul doar prin care numărul relevant poate fi scris ca produs al lui 7 și al unui alt număr real:
{\displaystyle 14=7\times 2;}
{\displaystyle 49=7\times 7;}
{\displaystyle -21=7\times (-3);}
{\displaystyle 0=7\times 0;}
{\displaystyle 3=7\times (3/7),\quad 3/7} nu este un număr întreg;
{\displaystyle -6=7\times (-6/7),\quad -6/7} nu este un număr întreg.
Alt exemplu de folosire a expresiei referindu-se la produsul dintre un număr real și un număr întreg este expresia „multiplu de 2π”, uzuală în trigonometrie sau analiza armonică.

## Proprietăți
- 0 este un multiplu al oricărui număr ({\displaystyle 0=0\cdot b}).
- Produsul oricărui număr întreg {\displaystyle n} și al oricărui număr întreg este un multiplu al lui {\displaystyle n}. În special {\displaystyle n}, care este egal cu {\displaystyle n\times 1}, este un multiplu al lui {\displaystyle n} (fiecare număr întreg este un multiplu al lui însuși), deoarece 1 este un număr întreg.
- Dacă {\displaystyle a} și {\displaystyle b} sunt multipli ai lui {\displaystyle x,} atunci {\displaystyle a+b} și {\displaystyle a-b} sunt, de asemenea, multipli ai lui {\displaystyle x}.

## Submultiplu
În unele texte, „a este un submultiplu al lui b” are sensul ca „a fiind o fracție unitară a lui b {\displaystyle (a=1/b)} sau, echivalent, „b fiind un multiplu de n ori al lui a” {\displaystyle (b=na)}. Această terminologie este folosită și la unitățile de măsură (de exemplu de către BIPM și NIST), unde un submultiplu al unei unități se obține prin prefixarea unității principale și este definit drept câtul dintre unitatea principală și un număr întreg, de obicei o putere a lui 103. De exemplu, un milimetru este submultiplu de 1000 de ori mai mic al unui metru. Un alt exemplu, din sistemul anglo-saxon de unități, este că un țol poate fi considerat ca un submultiplu de 12 ori al unui picior sau un submultiplu de 36 de ori al unui yard.